# Arrest Meijers/Mast Holding
Het arrest Meijers/Mast Holding (HR 4 december 1992, NJ 1993/271) is een arrest van de Nederlandse Hoge Raad dat van belang is voor de vraag op welke grond een bestuurder van een kapitaalvennootschap kan worden ontslagen.

## Casus
Meijers is vanaf 1 januari 1984 directie-secretaris en vanaf 1 januari 1986 directeur van Mast Holding BV. Hoewel de naam van zijn functie verandert, blijven zijn werkzaamheden in deze periode dezelfde. Mevrouw Mast, de zuster van Meijers, is enig aandeelhoudster. Naar aanleiding van problemen met de bankier van Mast Holding, die het krediet dreigt op te zeggen, wordt advies ingewonnen van een management-adviesbureau. Op grond van een rechtsgeldig besluit van de algemene vergadering van aandeelhouders wordt Meijers in de zomer van 1987 ontslagen.

## Procesgang
Meijers vordert voor de rechtbank nietigverklaring van het ontslag en betaling van een geldsom. De rechtbank wijst deze vordering af. Het hof bekrachtigt dit vonnis. Het cassatieberoep bij de Hoge Raad wordt verworpen.

## Rechtsvraag
Meijers voert aan:
1. dat de periode dat hij nog geen directeur maar slechts directie-secretaris was, niet in de beoordeling had mogen worden betrokken,
2. dat hij niet ontslagen had mogen worden op grond van zijn weigering om door de algemene vergadering van aandeelhouders gewenst beleid uit te voeren.

## De Hoge Raad
Ten aanzien van het eerste punt stelt de Hoge Raad:

3.2 (...) Het hof had de ontslaggrond te beoordelen die voor de algemene vergadering gelegd was in het beleid Meijers. Het oordeel van het hof moet aldus worden begrepen dat daarin besloten ligt dat de algemene vergadering niet onredelijk te werk is gegaan door in haar oordeel omtrent het beleid van Meijers als bestuurder, ook de periode te betrekken waarin dit beleid een aanvang had genomen en waarin Meijers weliswaar nog geen bestuurder was, maar wel een directietaak bij de vennootschap vervulde. Aldus opgevat geeft 's hofs oordeel geen blijk van een onjuiste rechtsopvatting en is niet onbegrijpelijk, zulks mede in het licht van de omstandigheid dat Meijers zich ter rechtvaardiging van zijn beleid en van de valsheid of voorgewendheid van zijn ontslag, uitvoerig ook op deze voorafgaande periode heeft beroepen.

Met betrekking tot de gronden voor ontslag stelt de Hoge Raad:

De weigering van een bestuurder van een vennootschap om een door de algemene vergadering van aandeelhouders gewenst beleid uit te voeren kan een redelijke grond voor ontslag zijn. Of die weigering in concreto een redelijke grond oplevert, hangt af van de aard van het door de algemene vergadering gewenste beleid en van de overige omstandigheden.

## Relevantie
Het arrest Meijers/Mast Holding is met name van belang voor de verhouding van verantwoordelijkheden en bevoegdheden van bestuur en algemene vergadering van aandeelhouders in een kapitaalvennootschap. Hoewel het bestuur in beginsel belast is met het besturen en de algemene vergadering van aandeelhouders (slechts) met de andere bevoegdheden in de vennootschap, kan het weigeren van een bestuurder om door de algemene vergadering van aandeelhouders gewenst beleid uit te voeren, onder omstandigheden toch reden zijn voor ontslag.